# Isabelle de Portugal (1428-1496)
Pour les articles homonymes, voir Isabelle de Portugal.
Titre
Reine consort de Castille
17 août 1447 – 22 juin 1454
(6 ans, 10 mois et 5 jours)
Isabelle de Portugal, née en 1428 et morte en 1496 à Arévalo (actuelle province d'Ávila en Espagne), petite-fille du roi Jean Ier de Portugal, de la dynastie d'Aviz, devient reine de Castille par son mariage avec le roi Jean II de Castille. 
Seconde épouse de Jean II, elle est la mère d'Isabelle Ire de Castille, « reine catholique d'Espagne » au côté de son époux Ferdinand II d'Aragon.

## Biographie

### Origines familiales et formation
Elle est la fille de l'infant Jean de Portugal (1400-1442), cinquième des six fils de Jean Ier (1357-1433), fondateur en 1385 de la dynastie d'Aviz. 
Jean de Portugal est le frère du roi Édouard Ier (1391-1438), de l'infant Pierre (1392-1449), régent du royaume à partir de 1438, et de l'infant Henri le Navigateur (1394-1460), fondateur de l'empire colonial portugais. Sa sœur Isabelle de Portugal (1397-1471) est l'épouse du duc de Bourgogne Philippe le Bon et la mère de Charles le Téméraire.
Sa mère est Isabelle de Bragance (1402-1465), fille du duc Alphonse Ier de Bragance (1377-1461) et de Béatrice Pereira, d'une noble famille portugaise. Alphonse de Bragance, fils illégitime (puis légitimé) du roi Jean Ier, est donc un demi-frère de Jean de Portugal : Isabelle de Bragance est la nièce de son époux.
Sa famille est durement touchée par la peste et par des pathologies relevant de troubles psychologiques ou psychiatriques : son oncle Édouard Ier, par exemple, est dépressif tout au long de sa vie.[réf. nécessaire]
Isabelle perd son père, mort prématurément, en 1442, alors qu'elle a 14 ans. L'année suivante, c'est son frère aîné Diogo qui meurt à son tour. Elle reçoit alors de Pierre de Portugal, régent du royaume, l'héritage paternel.

### Mariage avec le roi de Castille (1447)
En 1445, l'épouse du roi de Castille Jean II, Marie d'Aragon, meurt. Elle laisse un fils, Henri (1425-1474), futur roi Henri IV de Castille.
Le favori du roi, Álvaro de Luna, demande l'assistance militaire de Pierre de Portugal pour combattre les princes d'Aragon[pas clair]. Le conflit aboutit à la bataille d'Olmedo (mai 1445), dont Álvaro de Luna sort vainqueur. 
Après cette bataille, Álvaro propose à la cour de Portugal le mariage de Jean II de Castille (1405-1454) avec Isabelle de Portugal. Le régent Pierre accepte et le mariage a lieu à Madrigal de las Altas Torres, le 22 juillet 1447.
De cette union naîtront les infants :
- Isabelle Ire de Castille, dite « Isabelle la Catholique » (1451-1504) ;
- Alphonse de Castille (1453-1468).

### Reine de Castille (1447-1454)
La cour, dominée par le connétable Álvaro de Luna, lui est d'abord hostile. Le connétable est issu de la noblesse et des princes d'Aragon[pas clair] qui pouvaient être des personnes dangereuses pour la couronne de Castille. 
Son mari, influencé par le connétable, est âgé et maladif comme son père[pas clair]. 
En 1453, la reine, avec l'appui d'une partie de la grande ligue de noblesse, obtient que Jean II lâche le connétable, qui est arrêté, jugé et condamné à mort.
Mais Jean II meurt l'année suivante, laissant le trône à son fils, Henri IV, qui n'a à ce moment pas d'enfant mais qui en 1453 a fait annuler son mariage avec la reine de Navarre Blanche II (1424-1464).

### Après la mort de Jean II: la crise dynastique de Jeannela Beltraneja(1462-1468)

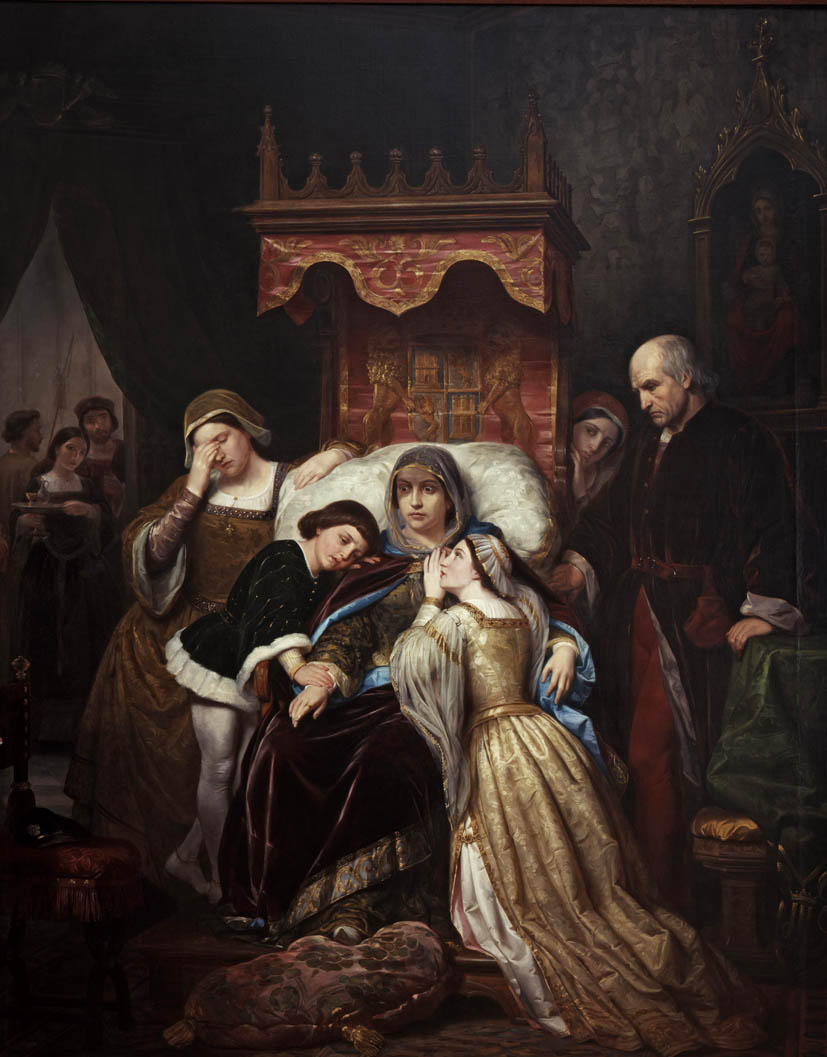
La démence d'Isabelle de Portugal, peinture de Pelegrí Clavé, 1855.

Le règne de Henri IV commence assez bien. En 1455, il prend une nouvelle épouse de la maison royale portugaise, Jeanne de Portugal (1438-1475). Son favori à cette époque est Juan Pacheco, mais vers 1460, celui-ci est remplacé par Beltrán de la Cueva. C'est alors que la reine tombe enceinte, donnant naissance en 1462 à l'infante Jeanne (1462-1530), qui devient héritière présomptive du royaume, au détriment des enfants d'Isabelle de Portugal, Alphonse et Isabelle (au deuxième rang en tant que fille, bien que née deux ans plus tôt). 
Une faction se forme alors pour s'opposer à la succession de l'infante Jeanne. Le bruit est répandu qu'elle n'est pas la fille de Henri IV, mais de Beltran de la Cueva : elle est surnommée la Beltraneja. Isabelle de Portugal prend le parti de cette faction. 
Alphonse est couronné roi en 1465 par les factieux, sous le nom d'Alphonse XII (ce couronnement est dit « farce d'Avila », farsa d'Avila). Cependant, Henri IV réussit à remporter la victoire lors de la deuxième bataille d'Olmedo (1467), et de surcroît, Alphonse meurt en 1468. C'est maintenant l'infante Isabelle qui devient héritière présomptive (après Jeanne). Mais elle refuse de se joindre à la rébellion. L'année suivante, elle épouse l'infant Ferdinand d'Aragon, mariage dont le résultat est le ralliement de nombre des rebelles au roi et à Jeanne, car ils ne veulent pas que l'épouse du futur roi d'Aragon devienne reine de Castille.

### La retraite à Arévalo (1468-1496)
Isabelle de Portugal se retire au château d'Arévalo. 
En 1474, à la mort de Henri IV, la Castille entre dans une guerre de Succession entre les partisans de Jeanne de Castille (soutenue par le Portugal) et ceux d'Isabelle de Castille (soutenue par l'Aragon). Isabelle (et Ferdinand d'Aragon) l'emportent en 1479, année où Ferdinand devient roi d'Aragon. Le règne des Rois catholiques commence (ce titre leur sera attribué par le pape en 1496). 
Isabelle de Portugal devient donc grâce à sa fille reine mère de Castille. 
Mais ses dernières années sont marquées par des problèmes mentaux graves, voire par la démence[réf. nécessaire].

### Mort et inhumation
Morte en août 1496 à Arévalo, elle y est inhumée. 
Plus tard, Isabelle transférera les restes de sa mère à la chartreuse de Miraflores, près de Burgos. Le tombeau édifié par Gil de Siloé pour Isabelle de Portugal et pour Jean II est un chef-d'œuvre du gothique castillan.

### Sources
- Jean-Charles Volkman, Généalogie des rois et des princes, Éditions Jean-Paul Gisserot, 1998
- Notice biographique sur le site Mcnbiografias

### Articles connexes

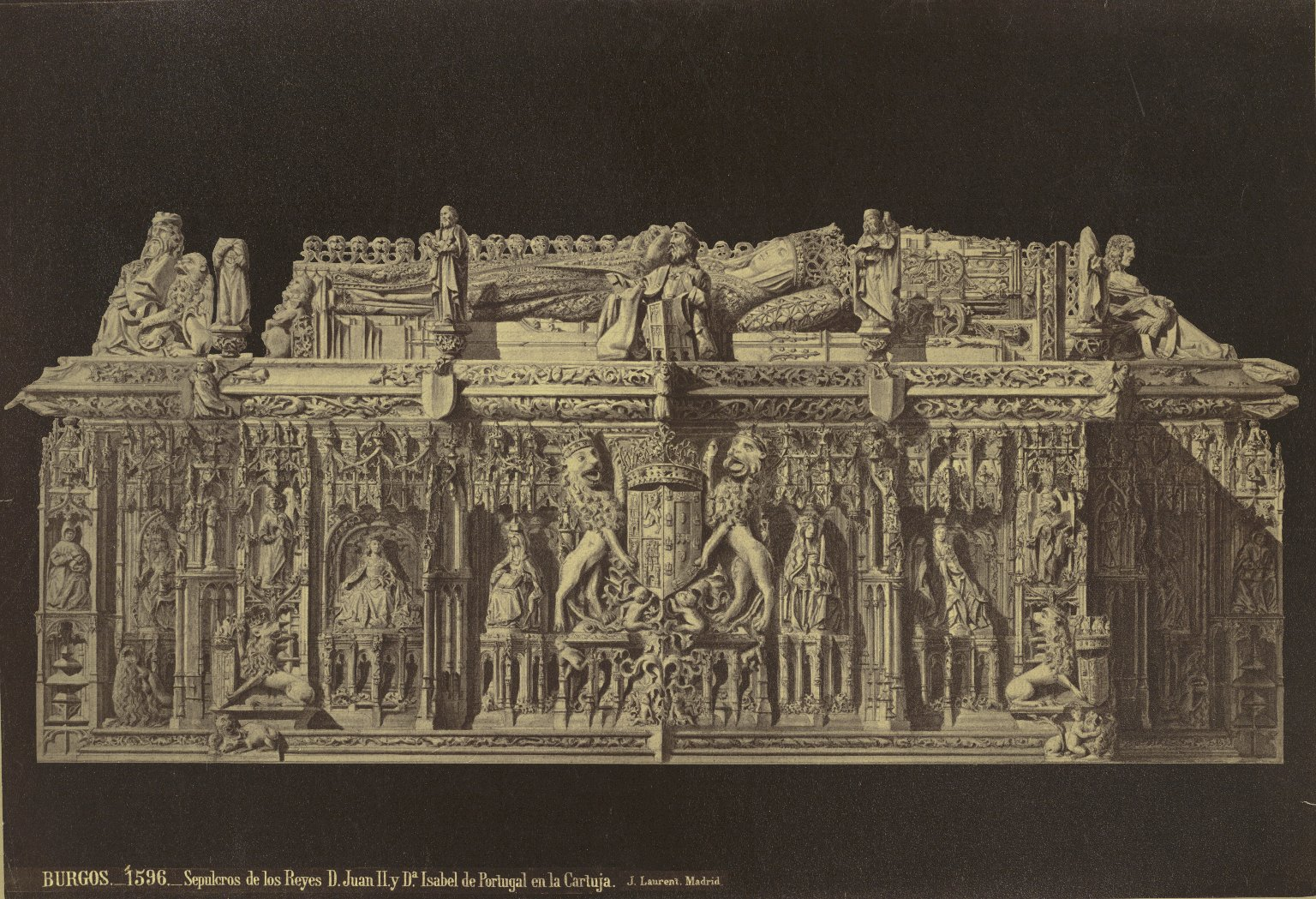
Gisant d'Isabelle de Portugal